# 엘리자베스 허버드
엘리자베스 허버드(Elizabeth Hubbard, 1933년 12월 22일~2023년 4월 8일)는 미국의 배우이다.

## 출연 작품
- 열정의 무대(2000)
- 원 라이프 투 리브(1968)
- 애즈 더 월드 턴즈(1956)